# Rhaphidophora pusilla
Rhaphidophora pusilla — вид рослин родини ароїдних. Зустрічається в Камеруні та Габоні. Його природне місце проживання — субтропічні або тропічні вологі гірські ліси. Йому загрожує втрата середовища проживання.
Rhaphidophora pusilla вважалася синонімом Rhaphidophora africana, але була прийнята як власний вид R. Govaerts і D. G. Frodin у 2002 році. Більш пізні дослідження мають тенденцію синонімізувати вид знову з R. africana.